# Nouméa International 2015
Die New Caledonia Nouméa International 2015 als offene internationale Meisterschaften von Neukaledonien im Badminton wurden vom 28. bis zum 31. Oktober 2015 in Nouméa ausgetragen.

## Sieger und Platzierte
| Disziplin    | Gold                              | Silber                       | Bronze                              |
| ------------ | --------------------------------- | ---------------------------- | ----------------------------------- |
| Herreneinzel | Howard Shu                        | Yang Chih-hsun               | Giovanni Greco                      |
| Herreneinzel | Howard Shu                        | Yang Chih-hsun               | Rosario Maddaloni                   |
| Dameneinzel  | Jeanine Cicognini                 | Joy Lai                      | Maria Masinipeni                    |
| Dameneinzel  | Jeanine Cicognini                 | Joy Lai                      | Melinda Sun                         |
| Herrendoppel | Anthony Joe Pit Seng Low          | Maoni Hu He Shane Masinipeni | Jeremy Lemaitre Nathan Tang         |
| Herrendoppel | Anthony Joe Pit Seng Low          | Maoni Hu He Shane Masinipeni | Giovanni Greco Rosario Maddaloni    |
| Damendoppel  | Johanna Kou Maria Masinipeni      | Julie Derne Cecilia Moussy   | Dgenyva Matauli Pampimol Prakraiwan |
| Mixed        | Shane Masinipeni Maria Masinipeni | Loic Mennesson Johanna Kou   | Yohan De Geoffroy Soizick Ho-Yagues |
| Mixed        | Shane Masinipeni Maria Masinipeni | Loic Mennesson Johanna Kou   | Ronan Ho-Yagues Dgenyva Matauli     |